# 群体免疫

群体免疫的模型。
紅色：感染者
藍色：無免疫力者
黃色：有免疫力者

群体免疫（英語： 或 ）是指人或动物群体中的很大比例对传染病获得免疫力，使得其他没有免疫力的个体因此受到保护而不被传染。拥有抵抗力的个体的比例越高，易感个体与受感染个体间接触的可能性便越小，在个体间传播的疫病感染链就容易切断，终至疫病结束广泛传播、发病人数大量减少、流行病转为地方病或消失，进而达到群体免疫。
获得群体免疫的方法，概分为自然获得及人为获得，而后者主要是靠疫苗接种。由接种疫苗而获得群体免疫要成功（具长期保护性免疫力），必须有三条件：研发出绝对有效的疫苗、感染原不会随时间产生显著变异或突变、广泛且成功的儿童疫苗接种。

## 觀點
所謂“自然群體免疫”（不採取人為干預而使疫病自然傳播）的策略要能實現，需要基本傳染數（R0）低、死亡率低、病毒變異率低、病毒變異能力增強率低（包括毒力改變、條件致死的改變、宿主適應性的改變等）、地方人口少、地方面積小、人口平均健康水平高、康復後終生免疫率高等等的因素配合。有評論家認為沒有足夠科學證據證實此法的可靠性及可實踐性；有評論家也認為這種策略不道德且不可行，會導致不必要的死亡及許多人將經歷漫長的康復過程。
一旦达到群体免疫，虽会有较少的新发病例、较少死亡，但并不表示病毒消失，且由于免疫力不能维持终生，以及免疫个体比例下降（疫苗覆盖率下降、免疫力差的个体增加），因此疫病再度蔓延的机会仍然存在；这显示了群体免疫是暂时的动态平衡，不能保证疫病绝迹。
世衛組織在2020年12月31日表示支持實現群體免疫，以應對正在流行的2019冠狀病毒病疫情，但前提是先要普及接種疫苗，而不是任由病毒在人群中傳播來獲取，然而持續的封鎖措施會對個人及社會帶來深遠的負面影響，所以封控措施只能視為為普及接種疫苗爭取時間，因此應在實施社交距離限制措施的同時，讓大部分人接種疫苗建立群體免疫，從而避免不必要的死亡。
2022年6月2日，世衛組織發出新聞稿表示對於2019冠狀病毒，混合免疫的保護效果最好，相比起單獨接種疫苗或自然感染產生的免疫力，接種疫苗並且透過自然感染所產生的雙重免疫效果，對預防重症的保護力最強。

## 案例
- 歐洲在應對傳染力高、死亡率低的流行病時一般採取自然群體免疫策略[來源請求]，即透過社區染病（水痘、手足口病等），以致大部分居民對病原免疫，達到群體免疫效果；對於死亡率高的流行病則採用人為群體免疫策略，讓免疫功能健全的居民接種疫苗（天花、麻疹、結核病等）。
- 2020年3月初，英国有專家及政府官員在应对2019冠状病毒病英国疫情时建議採取自然群體免疫策略，引起國內外的爭議[6][7]。不過自3月23日起，英国政府宣布开始进入为期三周的全国封城防疫状态[8]，後宣佈延長至5月7日[9]。這反映英國政府最終未有採用自然群體免疫策略，而是以限制社交距離措施防止病毒在社區擴散。2021年7月，隨著英國疫苗接種率及因自然感染產生免疫的所佔人口比例增加，英國開始解除防疫限制[10]，因為達成群體免疫，英國於2022年2月24日起解除大部分防疫措施，撤銷疫苗通行證，確診者亦不需隔離[11]。
- 2022年1月，2019冠狀病毒病香港疫情因為位於油麻地的檢疫酒店發生內部交叉感染形成「檢疫酒店群組」，進而導致2月初發生Omicron變異病毒BA.2亞型在香港社區大爆發[12]，2月尾至3月初的檢測陽性個案一度每天新增數萬宗[13]，至3月下旬因為有超過350萬人受到感染及有8成人口已接種最少兩劑疫苗，香港社區開始對病毒產生群體免疫[14]，至3月尾陽性個案逐漸減少，至6月政府專家顧問均認為香港社區已建立免疫屏障[15]，即使疫情可能有所反彈，重症病例也不會大幅增加，香港已具備條件與海外免檢疫通關[16]，並且可解除防疫限制促使社會恢復正常[17]。
- 2023年1月，多名专家认为，中国因绝大多数人感染新冠病毒，已形成群体免疫屏障。[18]

## 流行病學模型
群体免疫阈值（门槛）： HIT {\displaystyle =1-{\frac {1}{R_{0}}}}
此公式显示：HIT 取决于 R0，R0 愈大则 HIT 愈高；意思是单一个体可传染的人数越多，阻断疫病需要具免疫力的人群要越多。
| 疾病                          | 传播途径   | R0     | 群体免疫阈值（门槛） |
| ----------------------------- | ---------- | ------ | -------------------- |
| 麻疹                          | 空氣       | 12－18 | 92－94%              |
| 水痘                          | 空氣       | 10－12 | 90－92%              |
| 流行性腮腺炎                  | 飞沫       | 10－12 | 90－92%              |
| 風疹                          | 飞沫       | 6－7   | 83－86%              |
| 脊髓灰質炎                    | 粪口       | 5－7   | 80－86%              |
| 百日咳                        | 飞沫       | 5.5    | 82%                  |
| 2019冠状病毒病（Delta變異株） | 飞沫及空氣 | 5.1    | 80%                  |
| 天花                          | 飞沫       | 3.5－6 | 71－83%              |
| 2019冠状病毒病（Alpha變異株） | 飞沫及空氣 | 4－5   | 75－80%              |
| 艾滋病                        | 體液       | 2－5   | 50－80%              |
| 2019冠状病毒病（原病毒株）    | 飞沫及空氣 | 2.9    | 65%                  |
| 白喉                          | 唾液       | 2.6    | 62%                  |
| 嚴重急性呼吸系統綜合症 (SARS) | 飞沫       | 2－4   | 50－75%              |
| 普通感冒                      | 飞沫       | 2－3   | 50－67%              |
| 埃博拉出血热                  | 體液       | 1.8    | 44%                  |
| 流行性感冒                    | 飞沫       | 1.3    | 23%                  |
| 安第斯漢坦病毒                | 飞沫及體液 | 1.2    | 16%                  |

## 參见
- 流行病學隔間模型（英语：Compartmental models in epidemiology）
- 拉平曲线
- 快速过峰
- 與病毒共存